# Alexis Vila
Alexis Vila est un lutteur cubain spécialiste de la lutte libre né le 12 mars 1971 dans la Province de Villa Clara.

## Biographie
Lors des Jeux olympiques d'été de 1996 se tenant à Atlanta, il remporte la médaille de bronze en combattant dans la catégorie des -48 kg. Au cours de sa carrière, il remporte deux fois le titre de champion du monde en  1993 et en 1994 puis une médaille d'argent lors des Championnats du monde de 1995.